# Coopératives caféicoles zapatistes
 (juin 2018).
Si vous disposez d'ouvrages ou d'articles de référence ou si vous connaissez des sites web de qualité traitant du thème abordé ici, merci de compléter l'article en donnant les références utiles à sa vérifiabilité et en les liant à la section « Notes et références ».

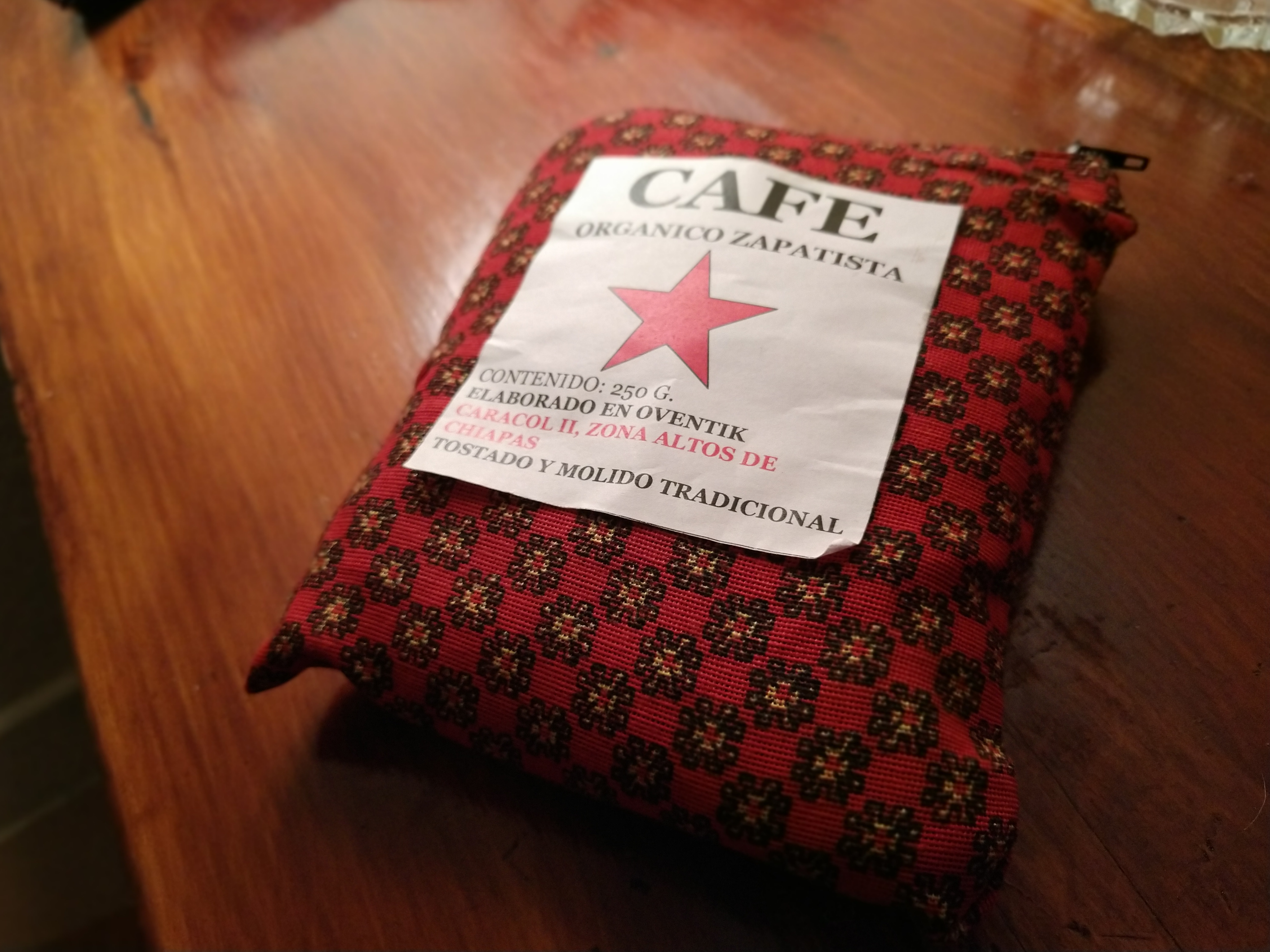
Sachet de café produit dans une coopérative zapatiste.

Les coopératives caféicoles zapatistes sont nées au Chiapas, l'État le plus au sud du Mexique, selon un fonctionnement directement tiré du mouvement et de l'idéologie zapatiste.

## Importance économique du café
Après le pétrole, le café est la seconde denrée la plus échangée au monde. À l'échelle mondiale, 6,7 millions de tonnes de café ont été produites annuellement entre 1998 et 2000, et les prévisions à cette époque étaient une hausse à 7 millions de tonnes d'ici à 2010. Environ 25 millions de petits producteurs à travers le monde en cultivent, et si l'on y inclut leurs familles ainsi que les autres acteurs du café (récolte, transformation, commercialisation) alors ce sont possiblement des centaines de millions de personnes qui dépendent de sa culture.
Le Mexique fait partie des principaux producteurs de café (7e rang mondial). Les conditions climatiques et géomorphologiques particulières du Chiapas font de cet état le plus gros producteur de café de tout le Mexique. La production de café dans cet état représente 25 % de la production nationale.
Seule une infime partie des profits revient aux producteurs, la plus grosse part de la vente du café revenant aux intermédiaires commerciaux, à savoir principalement des entreprises transnationales, mais aussi toutes les entreprises de conditionnement. Au cours des vingt dernières années, ce phénomène n'a pas cessé de s'amplifier. Par ailleurs, le prix du café vert dépend du marché que les coyotes cherchent chaque année à avoir au prix du moins-coûtant, quelles que soient les conditions de travail et agricoles (intempéries, maladies, , etc.).
En 1989 la protection régulatrice de l'Accord international sur le café a été suspendue. Dans la même période, la Banque mondiale et le Fonds Monétaire International ont fait d'importants prêts pour le développement de la culture du café dans des pays qui jusqu'alors n'en produisaient pas (comme le Vietnam). Ce qui s'est traduit par une surproduction au niveau mondial. Les prix du marché international se sont alors effondrés et, malgré quelques rebonds, ils restent encore aujourd'hui à un faible niveau. Le prix moyen de l'arabica en stock brut sur la période de 1976-1989 était de 3,3 $ le kilogramme à New York. Pour la période de 1990-2005 il est tombé à 2,2 $ le kilogramme. Si l'on inclut la perte de valeur du dollar due à l'inflation, les producteurs ont accusé une chute de plus de 50 %.
C'est ce qu'on a appelé la crise du café. Au cours de cette même période, les grandes multinationales du café ont, quant à elles, augmenté leurs profits, en réduisant le coût d'achat des matières premières aux producteurs en se gardant bien de le répercuter sur les consommateurs finaux, mais en le destinant plutôt à leurs actionnaires. De l'autre côté, les petits producteurs se sont heurtés à des manques importants de ressources et de revenus, surtout en Amérique centrale. Leurs revenus n'étaient pas suffisants pour couvrir leurs coûts de production, ce qui a poussé des centaines de milliers d'entre eux à abandonner leurs terres et à migrer vers les grosses villes les plus proches, voire aux États-Unis (la troisième ressource financière nationale mexicaine (après le pétrole et le tourisme) provient de l'envoi de dollars par les quelque 20 millions de Mexicains exilés aux États-Unis). Des milliers d'anciens paysans sont morts en essayant de passer la frontière pour s'exiler aux États-Unis. De plus, cette chute des prix d'achat du café a eu un fort impact sur toute l'économie locale du fait du manque à gagner lié à l'exportation du café qui est majeure.
Plus que les autres populations du Mexique, la population native du Chiapas a été particulièrement touchée par cette crise. Les producteurs étaient bloqués par le reste de l'activité économique du Mexique, alors que la culture du café représentait leur seul revenu. Dans la région, les intermédiaires achetaient aux producteurs le kilogramme de café pour 8 pesos (0.6 euro) en 1993, alors que son prix de revente en Europe dépassait les 10 euros. De nombreuses personnes prétendent ainsi que cette crise du café fut la dernière saignée des populations natives du Chiapas. Ainsi, nombre d'entre celles et ceux qui n'avaient pas abandonné leurs plantations et leurs familles pour s'exiler au USA ont rejoint l'EZLN après le 1er janvier 1994.

## Organisation des coopératives zapatistes
Après le soulèvement de l'armée Zapatiste en 1994, les exigences des peuples indigènes pour la reconnaissance de leur culture ainsi que de leurs droits collectifs, économiques et politiques n'étaient pas satisfaites. Leur lutte se transforma en un mouvement plus global pour la reconstruction de leur autonomie vis-à-vis de l'État mexicain.
Des milliers de producteurs de café indigènes ont décidé d'y participer, forts de leur expérience dans les coopératives de production déjà en place, en tout cas celles qui ne cherchaient pas uniquement des débouchés économiques pour leurs membres. Comme une évidence, l'expérience des producteurs d'une part et les relations internationales de solidarités tissées par l'Armée zapatiste de libération nationale d'autre part, l'idée de la première coopérative Zapatiste de production de café s'est imposée. Le but des producteurs était de développer une alternative pour exporter leur café, et qui leur permettrait de gagner en autonomie sans dépendre des intermédiaires et des aléas spéculatifs du marché mondialisé. Leur appel pour la création d'un autre marché du café, soulignant l'importance d'amélioration des conditions de vies des producteurs, fut entendu par quelques petits revendeurs de café aux États-Unis fonctionnant déjà sur un mode coopératif avec une sensibilité politique proche des Zapatistes. Des collectifs de solidarité et des individus sans expérience d'importation commerciale répondirent également.

### La coopérative Mut-Vitz

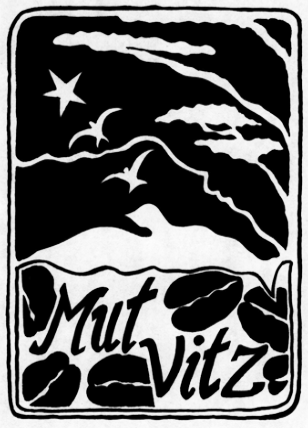
Logo de la coopérative Mut-Vitz.

La toute première coopérative composée exclusivement de membres Zapatistes fut la coopérative Mut-Vitz (La Montagne aux Oiseaux), située dans la région de San Juan de la Libertad, dans la partie montagneuse de l'état du Chiapas. Née en 1997, Mut-Vitz était composée de 200 producteurs de café, qui dès 1999 ont réussi à vendre à l'exportation environ 35 tonnes de café vers l'Europe et les États-Unis. Le prix du café était établi par les structures prenant part au commerce dit équitable, c'est-à-dire en essayant au maximum de respecter les conditions de travail et agricoles des producteurs (sans référence explicite au prix du marché des coyotes). Ainsi, les producteurs étaient bien mieux payés en comparaison avec le marché conventionnel, à peu près le double du prix que les intermédiaires acceptaient de leur accorder avant. Malheureusement, le matériel de production de Mut-Vitz fut confisqué par le gouvernement de l'état du Chiapas (arguant de leur impossibilité à payer des taxes et le soutien à la lutte zapatiste, alors considérée comme interdite), et la coopérative fut dissoute en 2009.

### La coopérative Yachil Xojobal Chulchan
L'expérience de Mut-vitz a été un véritable succès. En trois ans, la quantité de café à l'export a été multipliée par 5, le nombre de membres augmentant significativement, au fur et à mesure que les producteurs Zapatistes rejoignaient la coopérative. D'un commun accord, Mut-vitz a choisi de ne pas accepter de nouveaux membres jusqu'à ce que tous les producteurs aient terminé leur période de transition de trois ans pour obtenir une certification biologique du café. C'est comme ça qu'est née une nouvelle coopérative à Pantélho, dans les hauts plateaux, qui a été créée en 2001 par les Zapatistes qui n'avaient pas été directement acceptés par Mut-vitz. Son nom est Yachil Xojobal Chulchan (La nouvelle lumière du ciel) et ses membres fondateurs étaient 328 producteurs. En 2002, elle a exporté son premier conteneur de café vers le « marché solidaire », tandis que les années suivantes ont vu une augmentation significative de la quantité de café produite et du nombre de producteurs zapatistes qui y participent.

### Les coopératives Yochin Tayel Kinal et Ssit Lequil Lum
La troisième coopérative de café zapatiste, qui opère au Chiapas et exporte du café à travers le réseau de solidarité vers l'Europe et les États-Unis, est le Yochin Tayel Kinal (Commencer à travailler la nouvelle terre), basé à Altamirano (Chiapas) et relève de la « Junta de Buen Gobierno » (Conseil du bon gouvernement) de la zone de Morelia (Caracole IV). Il a été créé en 2002 et a organisé sa première exportation de café en 2003. Cette coopérative avait 800 participants, dont des producteurs de la zone Roberto Barios, qui, après avoir acquis l'expertise nécessaire, s'organisèrent en 2007 de manière autonome, dans une nouvelle coopérative appelée Ssit Lequil Lum (Les fruits de la Mère Nature), qui a effectué sa première exportation au printemps 2008.

## Structure des coopératives
L'assemblée générale des producteurs est l'organe suprême des coopératives, qui se réunit au moins une fois par an et élit un nouveau conseil d'administration tous les 3 ans. Au total, il y a environ 2 500 producteurs inclus dans les coopératives et la quantité de café qui va aux réseaux de solidarité est de plusieurs centaines de tonnes, en fonction des conditions annuelles (sociales, climatiques, agronomiques). Ils font partie intégrante du mouvement zapatiste et, par conséquent, ils coopèrent avec les structures politiques du mouvement zapatistes (c'est-à-dire les conseils du bon gouvernement de chaque zone) et respectent leurs décisions qui visent les intérêts plus larges des structures autonomes et des communautés.
Les coopératives de café zapatistes sont peut-être l'exemple le plus évident du développement de structures économiques alternatives et autonomes au Chiapas. Par leur fonctionnement, les producteurs ne dépendent pas du marché local ou mondial. A travers l'organisation collective et la coopération avec les réseaux solidaires, les producteurs reçoivent un prix pour leur produit qui peut couvrir le coût de production tout en leur apportant un revenu digne, qui augmente au fil des années. En outre, ils ont accès à des structures communes et à un soutien technique. Mais ce ne sont pas seulement les producteurs qui en bénéficient. Aussi longtemps que les coopératives développent et améliorent leurs fonctions, elles apportent une partie des revenus de la vente de café aux programmes autonomes d'éducation, de santé et à d'autres structures sociales. De plus, les groupes et organisations qui participent aux réseaux de solidarité de distribution du café zapatiste retournent eux aussi aux communautés zapatistes une partie du prix de la vente de café. De cette façon, les coopératives de café fonctionnent comme une force motrice du mouvement zapatiste.

## Difficultés
Les coopératives ont été confrontées et continuent de faire face à des difficultés importantes. La construction d'une structure organisationnelle efficace qui allait respecter l'orientation politique démocratique horizontale et directe du mouvement zapatiste a d'abord été leur plus grande difficulté. Ils ont refusé sciemment (et refusent encore) toute forme d'aide de la part de l'État mexicain et ne traitent les processus techniques et bureaucratiques qu'avec le soutien d'organisations indépendantes et solidaires au Mexique. En parallèle, ils essaient de développer des projets d'infrastructures tels que des espaces de stockage et de prétraitement du café. Le plus grand obstacle est actuellement l’État mexicain (voir par exemple la pénalité donné en 2007 à la coopérative Mut Vitz, en raison de prétendues irrégularités fiscales et qui a conduit à la fermeture de cette coopérative).

## Réseau de distribution en Europe
Aujourd'hui, le café Zapatiste est distribué dans une douzaine de pays européens, par des initiatives locales différentes. Celles-ci sont toutes connectées au travers d'un réseau horizontal appelé RedProZapa (Réseau de Produits Zapatistes), qui tient (tenait ?) une assemblée de coordination deux fois par an dans une ville européenne. La caractéristique commune qui les unit réside dans leur volonté politique de solidarité avec les luttes Zapatistes. La vente du café permet de soutenir financièrement les structures de production (et de gouvernement) mises en place dans la communauté zapatiste au Chiapas, source principale des revenus étrangers du mouvement.
Ce sont les coopérateurs qui se chargent directement de l'expédition par bateau en Europe une fois par an. Le paiement du café par les organisations européennes se fait en deux fois : 80% de la commande est réglée (avant la récolte, c'est-à-dire souvent en janvier) puis les 20 % restant à la réception (c'est-à-dire souvent en juin-juillet-aout).

## Qualité du café

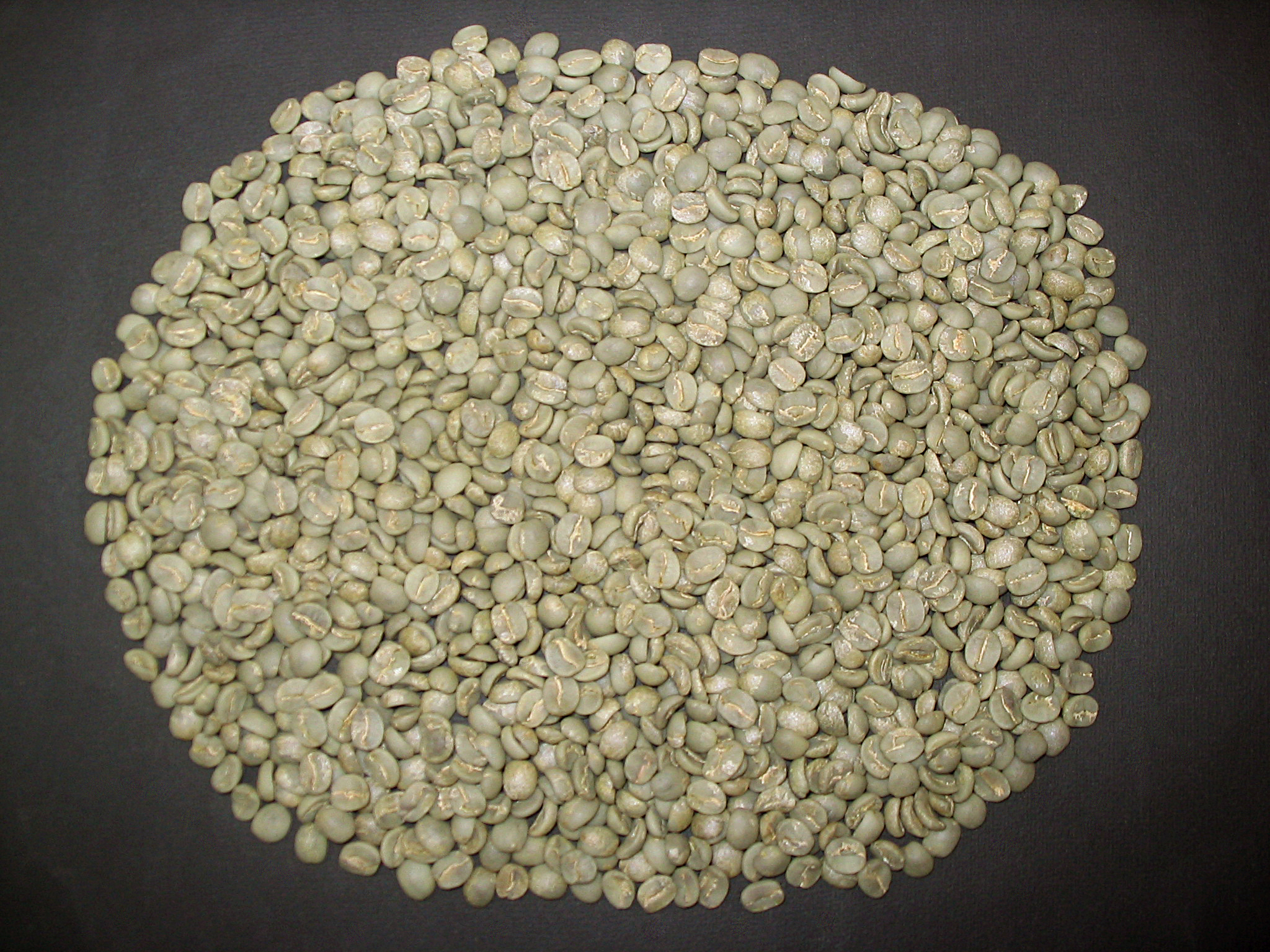
Arabica coffee

Le café que les coopératives Zapatistes fournissent sont de type Arabica, dont la qualité est supérieure à la variété robusta. L'arabica contient deux fois moins de caféine que le robusta, ainsi qu'un goût plus subtil et des arômes plus doux. Il est cultivé dans les zones d'altitude, au-dessus de 600 mètres, dans des conditions d'intense humidité et avec des pratiques d'Agroécologie (c'est-à-dire la culture conjointe de différentes espèces comme par exemple le bananiers et autres arbres nourriciers qui confèrent un ombrage et un climat nécessaire à la croissance du café), qui sont considérées essentielles pour lui conférer sa qualité organoleptique et agronomique (c'est-à-dire limiter les problèmes sanitaires et ainsi garantir une production selon les normes d'agriculture biologique).
Les jeunes plants de café sont cultivés sous l'ombre naturelle des arbres, de sorte que la culture ne perturbe pas l'écosystème local. Seules les méthodes biologiques sont utilisées pour sa culture : les communautés zapatistes ont strictement interdit l'utilisation d'engrais chimiques et de pesticides dans les zones autonomes. Les trois coopératives (Mut-vitz, Yachil Xojobal Chulchan et Yochin Tayel Kinal) ont une certification officielle de culture biologique. En raison des coûts de certification institutionnelle et du travail bureaucratique, la quatrième coopérative (Ssit Lequil Lum) a décidé de mettre en place un système de contrôle autonome de la qualité et une « autocertification » du café, en collaboration avec les bons conseils gouvernementaux et les organisations solidaires et des scientifiques du Mexique.
Après la récolte, les grains de café suivent une série de traitements naturels : nettoyage et séparation à l'eau afin d'éliminer les mauvais fruits, séchage au soleil, puis décorticage pour ne garder que les grains de café vert, non torréfiés, entassés dans des grands sacs et prêts à être expédiés par les équipes de distribution.